# 金沢市立城南中学校
金沢市立城南中学校（かなざわしりつ じょうなんちゅうがっこう、英語: Kanazawa Municipal Jonan Junior High School）は、石川県金沢市城南1丁目にある公立中学校。近くを犀川が流れ、雪見橋に近い位置にある。
通学区域は犀桜小学校通学区と南小立野小学校通学区（一部）の2校下からなる。

## 沿革
《主要な出典：》
- 1958年（昭和33年）4月30日 - 金沢市大桑町ナ16番地に金沢市立笠舞中学校（仮称）校舎建設用地取得。
- 1959年（昭和34年）
  - 4月1日 - 金沢市立野田第二中学校として開校。校舎建設中のため、野田中学校（当時の所在地：金沢市十一屋町ヨ40番地）で授業を行う。
  - 5月15日 - 校舎第1期工事竣工[6][注釈 1]。
  - 5月26日 - 新校舎に移転（所在地：金沢市大桑町ナ16番地[7]）。のちにこの日が創立記念日となる[注釈 2]。
  - 12月12日 - 校舎第2期工事竣工。
- 1960年（昭和35年）
  - 2月8日 - 校訓「健康・立志・自治・敬愛」制定。
  - 3月1日 - 金沢市立城南中学校と改称。校章・バッジ制定。
  - 5月26日 - 開校記念式挙行。
- 1961年（昭和36年）
  - 3月25日 - 校舎第3期工事竣工。
  - 5月26日 - 新校舎築落成式典挙行。
- 1963年（昭和38年）3月11日 - 校歌制定（作詞：石川権二、作曲：中村外治）。
- 1969年（昭和44年）
  - 5月26日 - 創立10周年記念式挙行。
  - 6月29日 - 文部省より教育機器研究校に指定（2年間）[9]。
- 1973年（昭和48年）6月1日 - 住居表示実施に伴い大桑町のうち中学校所在地が城南に編入され、所在地の表記が金沢市城南1丁目24番1号[10]となる。
- 1979年（昭和54年）5月26日 - 創立20周年記念式挙行。
- 1980年（昭和55年）5月26日 - 第21回創立記念日に徳田与吉郎が来校、記念講演。
- 1991年（平成03年）1月31日 - CL（コンピュータ）教室完成。
- 2001年（平成13年）10月1日 - 第2CL（コンピュータ）教室、校舎内LAN完成。
- 2007年（平成19年）
  - 7月28日 - 給食配膳室等工事完成。
  - 9月4日 - 給食開始。
- 2019年（令和元年）5月23日 - 60周年創立記念式・講演会を開催[11][12]。

## 部活
- テニス男子
- 野球
- 陸上女子
- サッカー
- バレーボール女子
- 卓球
- バスケットボール男子
- 剣道
- 吹奏楽
- 美術
- ボランティア

## 出身著名人
- 奥田建 - 元衆議院議員
- 大森洋平 - アーティスト
- 坂口拓 - 俳優